# Molí d'en Cusset
El molí d'en Cusset o molí d'en Cús és un molí de vent fariner que forma part del molinar de Fartàritx, a Manacor. Actualment es troba en el carrer sa Coma, 18. Està immers en la xarxa urbana, alineat amb el carrer i altres construccions collindants. Un carrer s'obri just al seu devant afavorint les seves visuals. Hi destaca una senzilla balconada al frontis de l'edifici.

## Tipologia i elements
El molí d'en Cusset és un molí de base quadrada de dues plantes d’altura i tres cossos. Els paraments combinen el paredat en verd i els carreus de marès. La façana principal s’orienta al migjorn i presenta un referit de ciment a la part inferior. Té un portal allindanat. A la dreta s’obri un portal auxiliar. A la planta pis s’obrin dues finestres i una finestra balconera, emmarcades en marès. L’interior es configura mitjançant voltes de canó. La torre combina la paret verda (part inferior) i els carreus de marès (part superior). Al costat de migjorn s’obre un portal emmarcat en marès i en la part superior s’obren dos finestrons. Conserva les jàsseres del pis de les moles. No conserva cap peça de la maquinària.

## Galeria

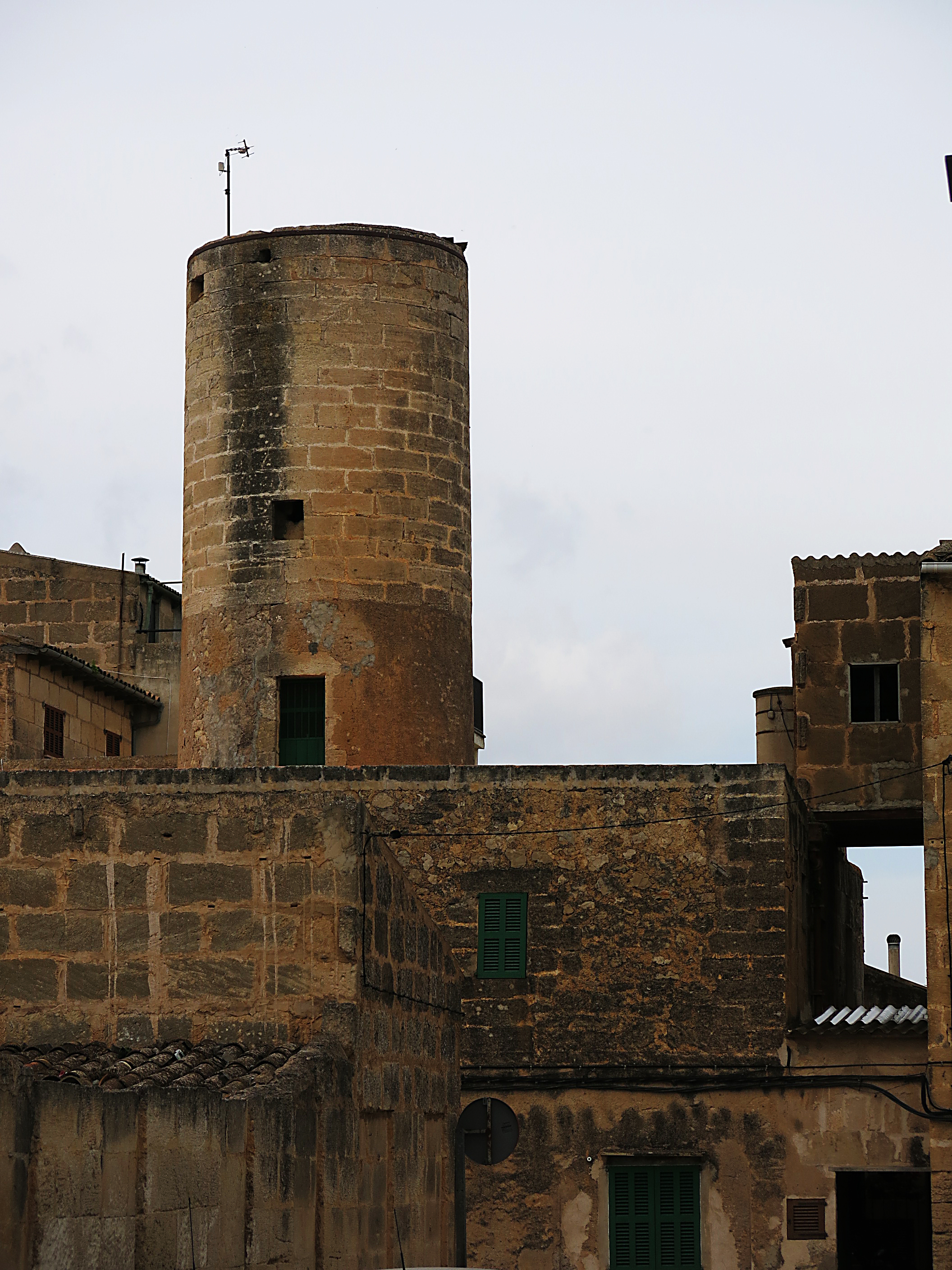
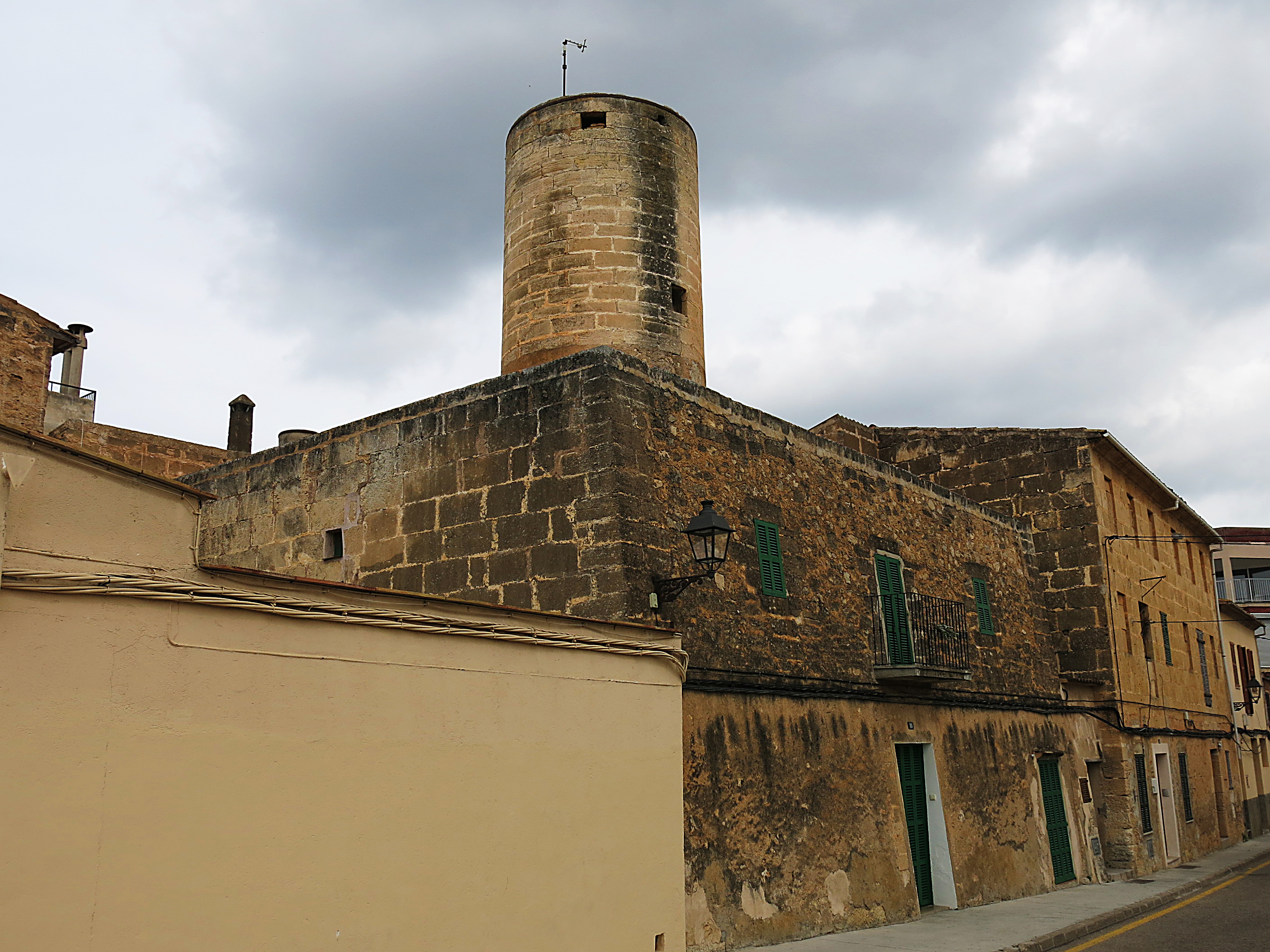